# Osteodes turbulentata
Osteodes turbulentata là một loài bướm đêm trong họ Geometridae.